# Carl Wilhelm Tölcke

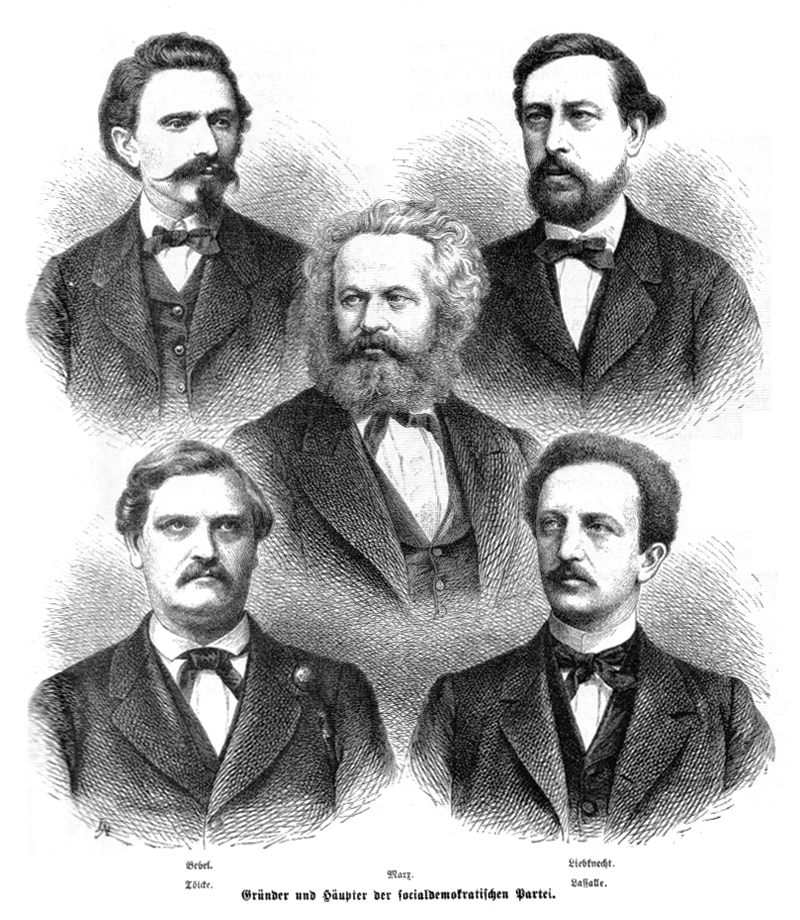
Köpfe der frühen deutschen Arbeiterbewegung (oben: August Bebel, Wilhelm Liebknecht, Mitte: Karl Marx, unten: Carl Wilhelm Tölcke, Ferdinand Lassalle)

Carl Wilhelm Tölcke (* 31. Mai 1817 in Eslohe (Sauerland); † 30. November 1893 in Dortmund) war ein deutscher sozialdemokratischer Politiker. Er gilt als „Vater der westfälischen Sozialdemokratie“. Für kurze Zeit war er der Präsident des Allgemeinen Deutschen Arbeitervereins.

## Leben

### Herkunft und Familie
Carl Wilhelm Tölcke wurde am 31. Mai 1817 in Eslohe als Sohn des Gendarmen Christian Tölcke und seiner Ehefrau Dorothea Schildmann geboren. Der Vater war Protestant und wurde nach dem Beginn der preußischen Herrschaft über das ehemalige Herzogtum Westfalen in das katholische Eslohe entsandt. Die Lebensumstände der Familie waren ausgesprochen bescheiden. In einem Bericht über den Zustand des Wohnhauses hieß es: „Bei jedem Windstoß fliegen die Fenster auf, die Riegel fallen aus, das Licht erlischt und wegen der Größe der Zimmer, und da wegen der fehlenden Begleitung der in die Öffnung nicht passenden Fenster der Wind und die Kälte durch alle mit Papier und Werg verstopfte Spalten dringt, ist der Bewohner nicht im Stande, das zur notwendigen Erwärmung erforderliche Holz zu bezahlen.“ Ohne eine protestantische Gemeinde in Eslohe wurde Carl Wilhelm katholisch getauft. Er diente als Messdiener und besuchte die Volksschule in Eslohe. Nach der Schule trat er 1832 in den Justizverwaltungsdienst ein. Unterbrochen wurde die berufliche Tätigkeit von der Ableistung des Militärdienstes. Er wurde 1844 Gerichtsaktuar und Salarien-Kassenkontrolleur am Land- und Stadtgericht in Altena. Am 5. April 1844 heiratete er Friederike Antonia Müller, die Tochter eines Gerichtsaktuars aus Suhl. Das Ehepaar hatte acht Kinder. Beruflich stieg er bis 1848 zum Büroleiter auf.

### Wirken in der Revolution von 1848/49
Nach Ausbruch der Märzrevolution begann er, sich politisch zu engagieren. Er war ein Gegner der Restaurationspolitik, aber er lehnte die Monarchie nicht grundsätzlich ab. Vielmehr trat er für ein konstitutionelles System ein. „Das freie Volk setzt seinen König aufs neue auf den Thron, um von nun ab mit ihm zusammen zu beraten, zu regieren und das Recht zu pflegen.“ Damit unterschied sich seine Position im Kern nicht entscheidend von der Johann Friedrich Joseph Sommer, der im weiteren Verlauf der Revolution eher im rechtsliberalen Lager zu finden war.
Tölcke veröffentlichte am 8. April 1848 im Altenaer Wochenblatt einen Aufruf zur Bildung eines kampffähigen Korps der Stadt Altena. Daraufhin wurde er am 1. Juli aufgrund von „Dienstvernachlässigung“ entlassen. Am 20. Juli gehörte er zu den maßgeblichen Mitbegründern des konstitutionellen Bürgervereins. Einige Tage später wählte ihn der Konstitutionelle Bürgerverein zum provisorischen Präsidenten. Die Mitgliedschaft des Vereins war sozial breit gefächert. Sie umfasste Handwerker, Arbeiter und Kaufleute. Dabei spielten Konfessionsgrenzen keine Rolle. Auch jüdische Bürger waren Mitglied. Der Verein war konstitutionell und bekämpfte alle reaktionären, aber auch alle republikanisch-demokratischen Bestrebungen.
Nach der Auflösung der Preußischen Nationalversammlung wurde Tölcke am 14. November 1848 unter dem Vorwurf, Auktionsgelder unterschlagen zu haben, kurz inhaftiert. Während des Iserlohner Aufstands von 1849 wurde ihm die Führung der Altenaer Bürgertruppe angeboten, die er jedoch ablehnte. Er vertrat weiter die Ansicht, „sich auf gesetzlichem Wege zu halten.“
Dennoch wurde Tölcke steckbrieflich wegen Hochverrats gesucht und musste fliehen. Er stellte sich jedoch am 14. August 1849 der Polizei. Tölcke saß bis Ende 1849 im Iserlohner Zeughaus in Haft, danach wurde er bis zu seinem Freispruch im Mai 1850 in die Zitadelle Wesel verlegt. Allerdings wurde er wegen angeblicher Unterschlagung von Auktionsgeldern am 20. Mai 1850 zu einer Strafe von 650 Talern und zum Verlust der bürgerlichen Ehrenrechte verurteilt. Später wurde das Urteil vom Appellationsgericht in Hamm abgemildert.

### Führende Persönlichkeit im ADAV

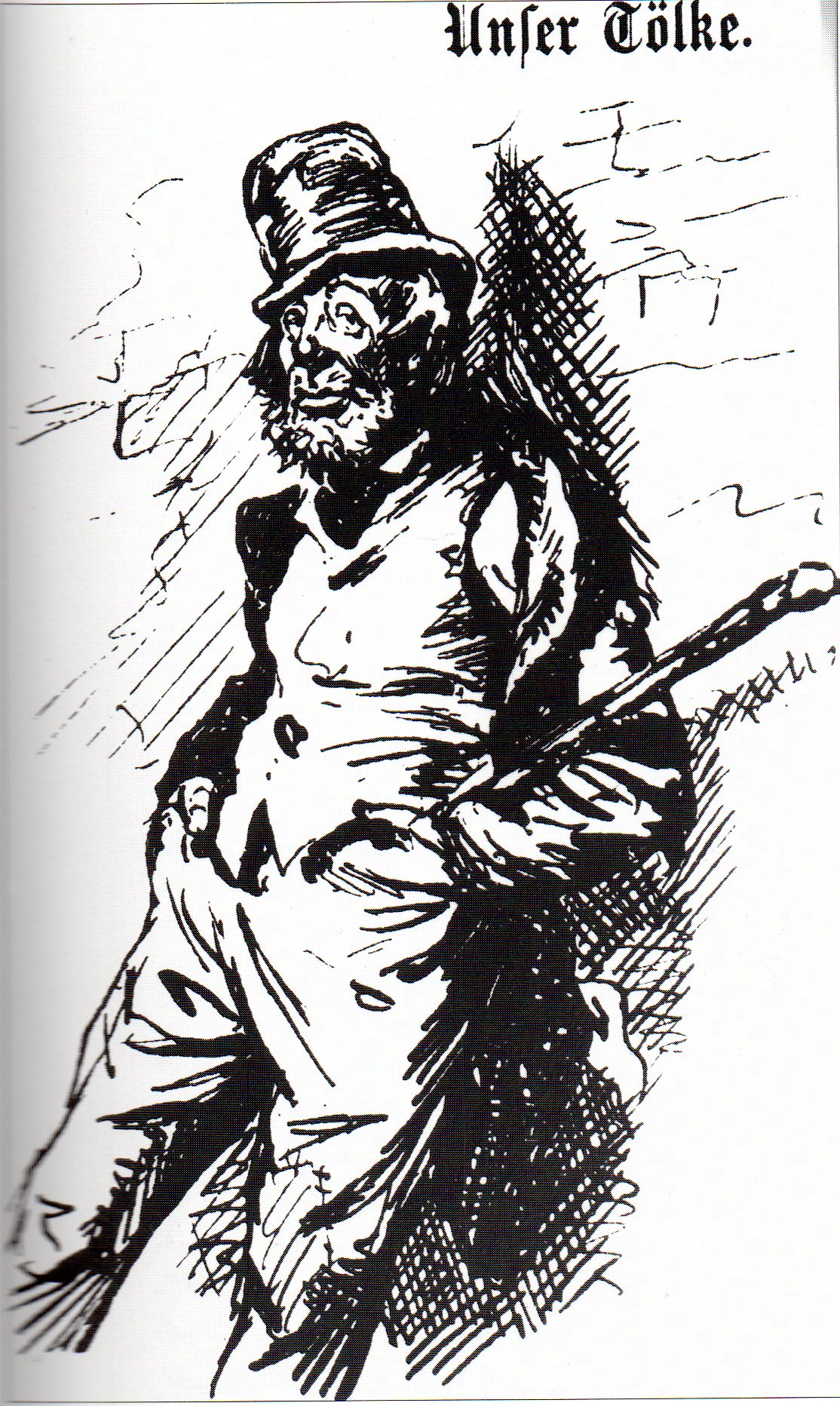
Zeitgenössische Karikatur auf den „Knüppeltölcke“

Nach seiner Haftentlassung lebte Tölcke in Iserlohn. Dort versuchte er sich auf verschiedene Weise eine neue Existenz aufzubauen. Er betrieb etwa zeitweise ein Specereigeschäft. Auch war er Arbeiter, arbeitete als Handlungsreisender und Schriftsteller. 1857 wurde er wegen Widerstands gegen die Staatsgewalt und Amtsbeleidigung zu drei Monaten Haft verurteilt, die er in Duisburg absaß. In dem von ihm herausgegebenen Blatt „Volksbote“ trat er für eine konstitutionelle Monarchie ein, was ihn in die Nähe von Ferdinand Lassalle brachte. Seit 1860 stand Tölcke in Kontakt mit dem Nationalverein. Sein Bemühen um die Wiedererlangung der bürgerlichen Ehrenrechte wurde vom Landrat des Kreises Iserlohn 1865 abschlägig beschieden.
Anfang 1865 trat Tölcke der Gemeinde des Allgemeinen Deutschen Arbeitervereins (ADAV) in Iserlohn bei. Trotz wiederholter Verbote agitierte er in Westfalen und im Rheinland. Er wurde dadurch bekannt und gewann für den ADAV zahlreiche Anhänger. Neben Hugo Hillmann aus Elberfeld war Tölcke der wichtigste Agitator in den preußischen Westprovinzen Rheinland und Westfalen. Dort lagen auch wichtige Hochburgen  der Partei.
Am 30. November 1865 wurde Tölcke in Frankfurt am Main zum Präsidenten des ADAV gewählt. Er geriet bald in Konflikt mit der Gräfin Sophie von Hatzfeldt, die sich als Hüterin des Vermächtnisses von Ferdinand Lassalle verstand und etwa Änderungen der Statuten ablehnte. Diese verbündete sich mit Tölckes innerparteilichem Konkurrenten Hugo Hillmann und setzte sich auch mit der Leipziger Polizei in Verbindung, die zuvor zur Bestätigung von Tölckes Wahl zum Präsidenten den Nachweis der bürgerlichen Ehrenrechte verlangt hatte. Da er diese nicht nachweisen konnte, musste er den Vorsitz Mitte Juni 1866 wieder aufgeben. Nachfolger wurde der bisherige Vizepräsident August Perl. Umgekehrt wurde Tölcke im selben Jahr Vizepräsident des ADAV und 1867 besoldeter Sekretär des ADAV. Er betätigte sich kämpferisch gegen die konkurrierende sozialistische Sozialdemokratische Arbeiterpartei (SDAP) wie auch gegen bürgerliche Liberale und Demokraten. Im Jahr 1868 stellte er eine „Sicherheits-Mannschaft“ aus jungen Parteimitgliedern zusammen. Diese sollte Parteiveranstaltungen schützen, diente aber auch dazu, Veranstaltungen der politischen Konkurrenten zu stören. Unter Führung Tölckes sprengten seine Leute die erste Sitzung des Gründungsparteitages der SDAP in Eisenach. Es gelang aber nicht, die Fortsetzung des Parteitags zu verhindern.
In dieser Zeit war Tölcke im Jahr 1868 an der Gründung der „Allgemeinen Genossenschaft der Berg-, Hütten- und Salinenarbeiter“ als einer der ersten Gewerkschaften im Bereich der Montanindustrie beteiligt und wurde ihr Vorsitzender. Dabei stand Tölcke eigentlich der Gewerkschaftsbewegung ganz im Sinne von Lassalle kritisch gegenüber.
1870 entließ ihn von Schweitzer als Parteisekretär. Tölcke kehrte nach Iserlohn zurück und eröffnete dort eine Gastwirtschaft und arbeitete als Volksanwalt. Er lehnte 1871 eine Kandidatur zum Reichstag ab, um sich stärker seiner Familie widmen zu können. Er blieb aber führend an den Auseinandersetzungen im Berliner Parteivorstand des ADAV beteiligt. Die innerparteiliche Kritik an Tölcke wuchs und er verlor 1872 alle seine Vorstandsämter. Über seinen Freund Wilhelm Hasenclever blieb er aber dem Vorstand verbunden. Er erhielt den Auftrag, einen Agitations- und Organisationsleitfaden zu schreiben. Dieser wurde in der Partei gut aufgenommen. Seit 1873 gehörte Tölcke auch wieder dem Vorstand an. Bei der Reichstagswahl 1874 kandidierte Tölcke an mehreren Orten, unter anderem in Dortmund, konnte aber kein Mandat gewinnen.

### Politiker der SDAP und SPD

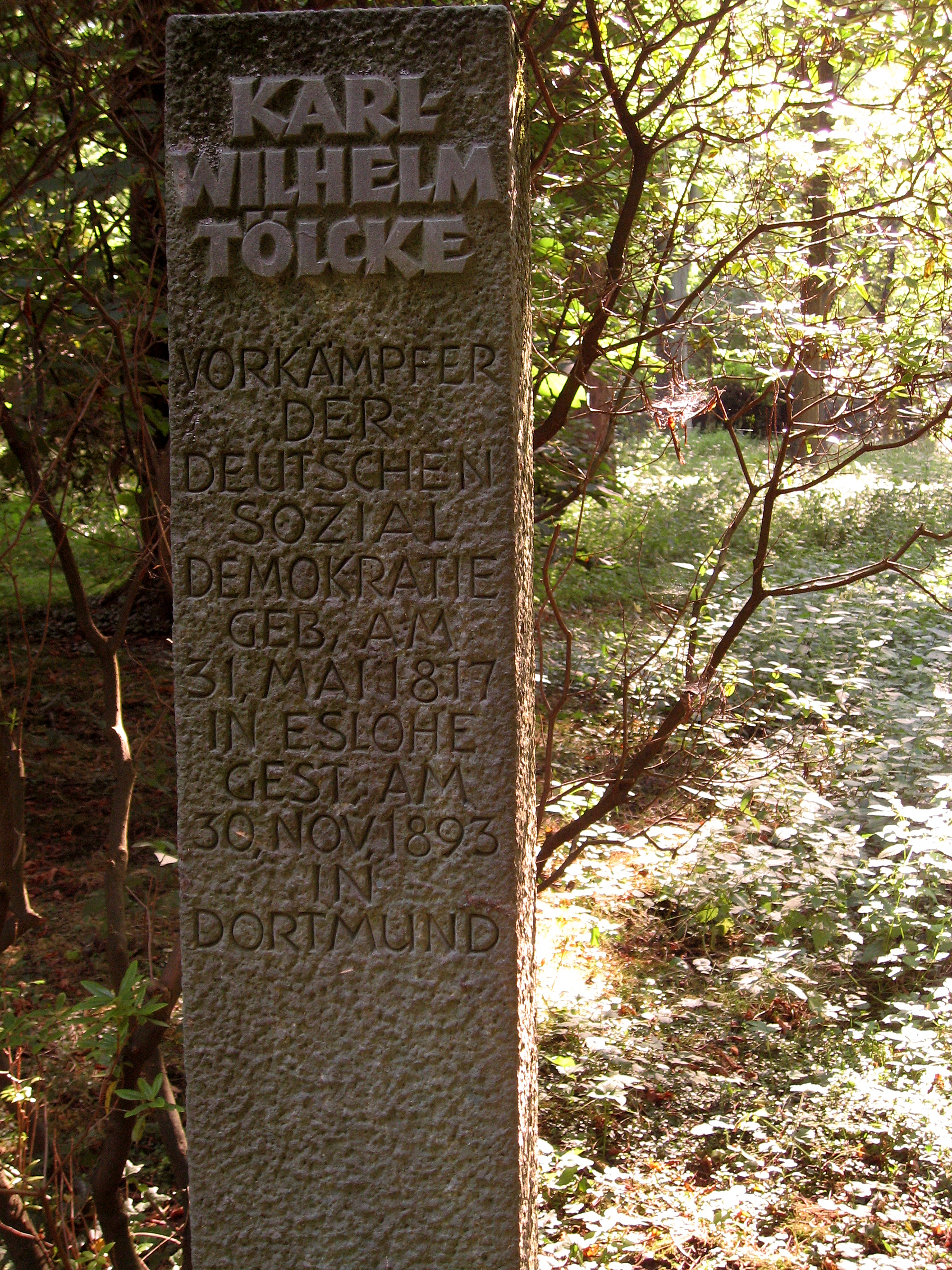
Gedenkstein auf dem Ostenfriedhof Dortmund

Nachdem der ADAV in Preußen 1874 verboten worden war, hat Tölcke immer deutlicher erkannt, dass der Bruderkampf mit der SDAP ein Fehler gewesen war. Daraufhin setzte er sich für die Fusion des ADAV mit der SDAP ein. Dagegen zeigte sich Wilhelm Liebknecht von der SDAP noch im Juli 1874 skeptisch. Tölckes Einfluss im eigenen Lager war gesunken, weil er 1874 erneut den Vorstand verlassen hatte. Daher konnte Tölcke auch den Präsidenten des ADAV, Hasenclever, nicht sofort von der Notwendigkeit von Vereinigungsbestrebungen überzeugen. Als dieser dann doch diesen Kurswechsel einleitete, war es Tölcke, der am 11. Oktober 1874 in Leipzig mit Wilhelm Liebknecht die ersten Verhandlungen aufnahm. An den weiteren Verhandlungen und an der Formulierung des Gothaer Programm nahm er wegen innerparteilicher Konflikte mit Wilhelm Hasselmann nicht teil.
Auf dem Gothaer Vereinigungsparteitag 1875 wurde die Vereinigung schließlich vollzogen, die neue Partei war die Sozialistische Arbeiterpartei Deutschlands. Tölcke zog nach Dortmund und betätigte sich erneut als Volksanwalt. Er widmete sich aber vor allem der Konsolidierung der neuen Partei, gründete den Dortmunder Ortsverein und wurde 1878 Redakteur der Westfälischen Freien Presse.
Im Zuge des Sozialistengesetzes wurde Tölcke 1879 wegen Beleidigung gegnerischer Reichstagsabgeordneter verurteilt, wegen einer schweren Erkrankung wurde die neunmonatige Haftstrafe jedoch unterbrochen. Nach der Genesung kandidierte er im gleichen Jahr vergeblich für die Dortmunder Stadtverordnetenversammlung. Auch seine Kandidatur für den Reichstag 1890 blieb ohne Erfolg, die errungenen 26,7 % der Stimmen stellten aber einen Achtungserfolg dar.
In seiner engeren sauerländer Heimat löste Tölcke während des Wahlkampfes 1889/90 einen kleinen Skandal aus. Er schrieb: „Ich erinnere nur an den großen Gelehrten, welcher in der Pfarrkirche zu Wormbach neben anderen Reliquien auch ein Gläschen ägyptischer Finsternis ausstellte.“ Der Wormbacher Pfarrer nahm das wörtlich und bestritt in der katholischen Presse, dass jemals eine solche Reliquie ausgestellt gewesen wäre.
Nach der Aufhebung des Sozialistengesetzes half Tölcke, die Parteiorganisation und -presse in Westfalen noch einmal neu aufzubauen. Er nahm an den Parteitagen in Halle an der Saale und Erfurt teil. Trotz schwerer Krankheit kandidierte er bei der Reichstagswahl 1893 erneut und unterlag nur knapp dem nationalliberalen Kandidaten. Carl Wilhelm Tölcke starb am 30. November 1893 in Dortmund im Alter von 76 Jahren. Die Beerdigung fand am 4. Dezember unter großer Anteilnahme seiner Parteigenossen auf dem Ostenfriedhof Dortmund statt.

## Gedenken
Carl Wilhelm Tölckes Grab auf dem Ostenfriedhof Dortmund ist nicht erhalten. Doch erinnert dort ein Gedenkstein an ihn. Johannes Rau enthüllte in seinem Geburtsort Eslohe 1988 eine Bronzetafel zum Gedenken an Tölcke.

## Schriften
- Gebühren-Taxe für sämmtliche gerichtliche und außergerichtliche Auktions-Kommissarien der Preußischen Monarchie, ausschließlich der Rheinprovinz vom 21. Juni 1845, nebst tabellarischer Berechnung sämmtlicher Prozenten von Objekten von 1–1000 Thalern. Santz, Altena 1845
- Zweck, Mittel und Organisation des Allgemeinen deutschen Arbeiter-Vereins. Ein Leitfaden für die Agitatoren, Bevollmächtigten und Mitglieder des Vereins. C. Ihring, im Selbstverlage des Allgemeiner Deutscher Arbeiterverein, Berlin 1873[10] (Digitalisat)
- Arno Herzig: Carl Wilhelm Tölckes Presseberichte zur Entwicklung der deutschen Sozialdemokratie 1848–1893. Quellen zur Geschichte der deutschen Arbeiterbewegung (= Dortmunder Beiträge zur Zeitungsforschung, Band 22). Verlag Dokumentation, München 1976.
- Arno Herzig, Konrad Rosenthal: Carl Wilhelm Tölcke. Korrespondenz aus den Jahren 1848–1893. Stadt Iserlohn, Iserlohn 1977 (Haus der Heimat. Beiträge zur Geschichte Iserlohns, Bd. 16)